# Tom's 硬體指南
Tom's 硬體指南是一個資訊科技網站，在1996年由Dr. Thomas Pabst建立。它目前是世界性的IT焦點網站之一，目前分布於美國、歐洲及亞洲並在線上提供10種以上的語言供瀏覽。
Tom's 硬體指南是英國未來出版社旗下的網站。
創辦人Thomas Pabst是德國人，但是網站是架設在美國境內。而Tom's 硬體在慕尼黑也擁有一個大規模的測試研究室。
在2006年三月Tom's 硬體指南推出英國與愛爾蘭的版本，在網路上提供12種版本的語言服務。

## 批評
英國限制英國用戶進入美國版網站。Tom's 的代表也沒有否認這項消息，當質問到這個問題，他們認為英國是唯一目前遇到這些限制的地區。英國版網站也聲稱英國版的文章完全相同美版文章。比如，雖然當時CPU的圖表（页面存档备份，存于）還是不同步，但是數天後，英國版的圖表已更新為美國版的數據。英國網站提供的理由為他們必須要從英國的圖表製造出連結到販賣CPU的商家。

## 外部連結
- Tom's Hardware Guide
- THGweb.de, German edition（页面存档备份，存于）
- Tom's Hardware Guide UK & Ireland（页面存档备份，存于）
- Tom's Hardware Guide French edition（页面存档备份，存于）
- Tom's Hardware Guide, Italian edition（页面存档备份，存于）
- Tom's Hardware Guide, Russian edition（页面存档备份，存于）
- Tom's Hardware Guide, Turkish edition（页面存档备份，存于）